# Lawrence Taylor
Lawrence Taylor, genannt L.T. (* 4. Februar 1959 in Williamsburg, Virginia), ist ein ehemaliger US-amerikanischer American-Football-Spieler auf der Position des Linebackers. Er spielte für die New York Giants in der National Football League (NFL) und gewann mit ihnen zwei Super Bowls (XXI und XXV).
Taylor war einer der dominierenden Linebacker der 1980er Jahre und gewann als einer der wenigen Defense-Spieler 1986 den NFL Most Valuable Player Award (MVP).

## Karriere
Taylor wurde nach seiner Collegezeit an der University of North Carolina 1981 von den New York Giants als zweiter Spieler in der ersten Runde der NFL Draft 1981 ausgewählt. Bereits in seinem Rookie-Jahr wurde er als NFL Defensive Rookie of the Year und sogar als Defensive Player of the Year ausgezeichnet und war wesentlich daran beteiligt seine Position, als Linebacker, neu zu definieren. Vor Taylor hatten dominante Linebacker (z. B. Dick Butkus oder Ray Nitschke) ausschließlich in der Mitte gespielt, Taylor aber spielte rechts außen (Right Outside Linebacker, ROLB). So konnte er nicht nur Laufspielzüge unterbinden, sondern mit seiner Schnelligkeit wie ein Defensive End einen Sack landen oder wie ein Cornerback gegnerische Wide Receiver abfangen. Taylor war direkt für die Einführung des sogenannten „H-Back“ (hybrid back, d. h. eine Mischung aus Runningback und Tight End, der den Quarterback beschützt) verantwortlich, da Taylor regelmäßig die leichteren Runningbacks umrannte. Auf diese Weise gestaltete Taylor die gesamte defensive Taktik der NFL neu – Coach John Madden meinte dazu: „Lawrence Taylor veränderte die Art, wie man Defense spielt, wie man Passspielzüge spielt, wie Linebacker spielen und wie Offenses Linebacker abwehren.“ Gefürchtet war Taylors Fähigkeit, harte Sacks zu landen: 1985 traf Taylor den Quarterback der Washington Redskins, Joe Theismann, so hart, dass sich Theismann bei diesem (regelkonformen) Tackling mehrfach das Bein brach und seine Karriere beenden musste. Dieser Moment wurde von ESPN zum „schockierendsten Moment der NFL-Geschichte“ gewählt. Dieses Vorkommnis diente auch in dem Oscar-prämierten Film-Drama „Blind Side“ als erklärende Einführungsszene. Mit den Giants gewann Taylor 1986 sowie 1990 den Super Bowl (Super Bowl XXI und Super Bowl XXV), 1986 gewann er als erster seit 1971 – und bis heute (2018) letzter – Abwehr-Spieler alleine den NFL Most Valuable Player Award (NFL-Spieler des Jahres) der Associated Press (AP).
Er beendete 1993, mit 132 1/2 Sacks, sowie zehn Pro-Bowl-Nominierungen, seine Karriere.
1995 unternahm Taylor einen kurzen Ausflug ins Wrestling-Business. Bei WWF Wrestlemania XI, oftmals auch als Super Bowl des Wrestling bezeichnet, durfte er im Hauptkampf gegen den bekannten Wrestler Bam Bam Bigelow gewinnen. Es blieb sein einziger aktiver Auftritt in einem Wrestling-Ring.

## Ehrungen
Taylor ist Mitglied in dem National Football League 1980s All-Decade Team. Im Jahr 1994 wurde Taylor in das National Football League 75th Anniversary All-Time Team gewählt, 1986 erhielt er den Bert Bell Award und 1999 wurde er in die Pro Football Hall of Fame aufgenommen. Überschattet wurde die Nominierung für Hall of Fame, weil er in einem Interview über seine Drogen- und Prostitutionsvergangenheit berichtete. Die Giants haben seine Rückennummer gesperrt und ehren ihn auf dem New York Giants Ring of Honor.

## Filmkarriere
Er erschien zudem in einigen Filmen (z. B. Oliver Stones An jedem verdammten Sonntag und In Hell – Rage Unleashed). Außerdem trat er als Footballspieler in der Serie Eine schrecklich nette Familie auf. In der Fernsehserie Die Sopranos hatte er einen Gastauftritt als „High Roler“.

## Filmografie
- 1998: Waterboy – Der Typ mit dem Wasserschaden (The Waterboy)
- 1999: An jedem verdammten Sonntag (Any given Sunday)
- 2000: Shaft – Noch Fragen? (Shaft)
- 2000: Mercy Streets – Straße der Vergebung (Mercy Streets)
- 2003: In Hell – Rage Unleashed (In Hell)